# Раси Warcraft

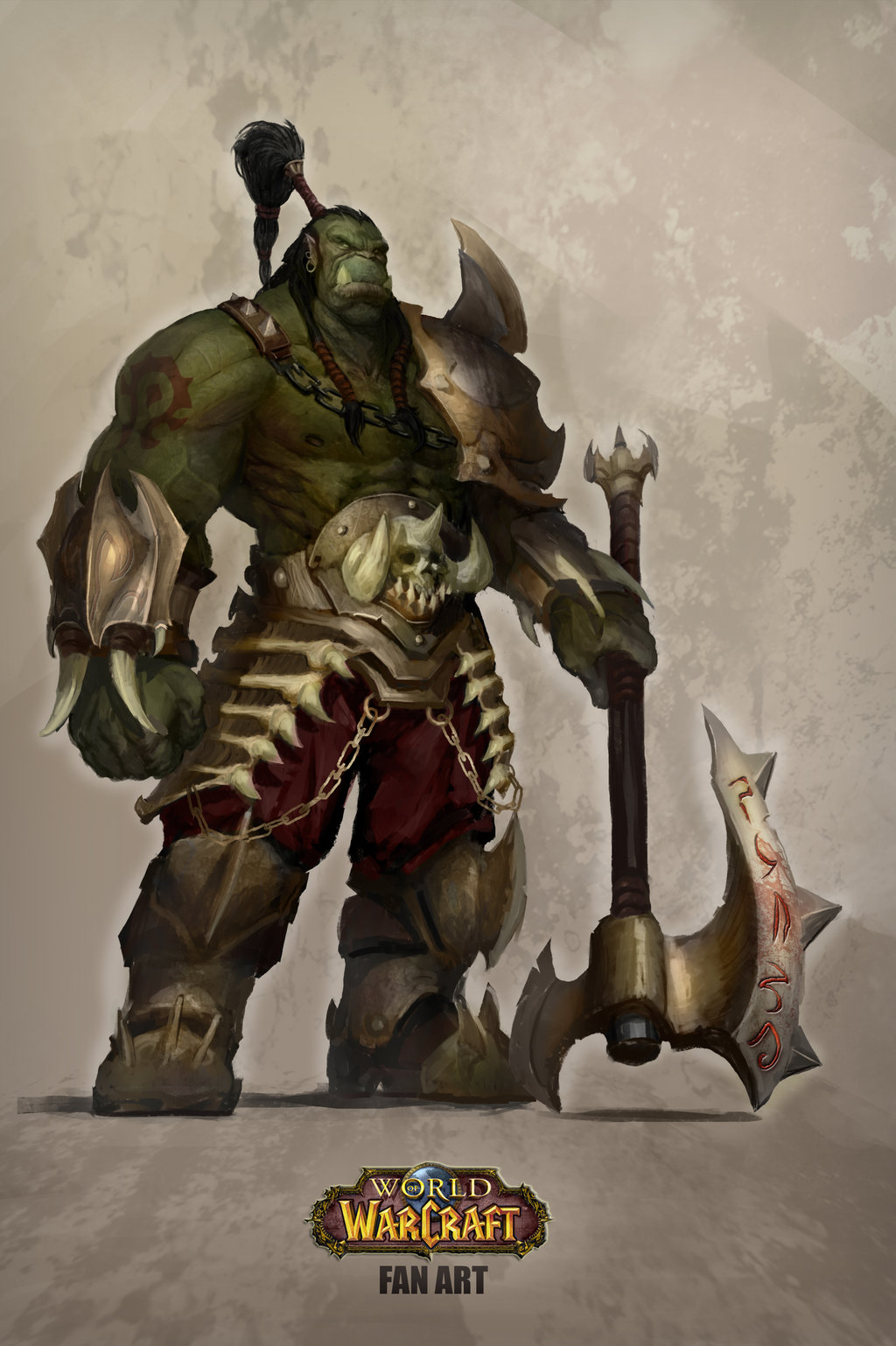
Зображення орка зі всесвіту Warcraft.

Раса — це термін, який використовується у World of Warcraft для поділу різних унікальних істот на окремі групи. Азерот населяють численні раси, включаючи ельфів, тролів, людей, орків, гномів, мурлоків та багатьох інших. Багато рас можуть схрещуватися між собою, включаючи людей, вищих ельфів, нічних ельфів, оґрів, орків і дренеїв. Усесвіт Warcraft населяє безліч розумних і розумних істот. Ці раси говорять різними мовами, мають різні батьківщини та расові риси, а також можуть використовувати різні класи. Хоча більшість рас є уродженцями світу Азерот, деякі з них прибули з інших світів, таких як Дренор.
В цій статті представлений список вигаданих рас, які існують у всесвіті Warcraft.

## Ігрові раси

### Альянс
| Назва       | Назва     | Альтернативна назва | Альтернативна назва | Відеогра                               | Опис |
| (укр.)      | (англ.)   | (укр.)              | (англ.)             | Відеогра                               | Опис |
| ----------- | --------- | ------------------- | ------------------- | -------------------------------------- | --- |
| Люди        | Human     |                     |                     | World of Warcraft                      | Люди — одна з наймолодших рас Азероту, але на їхню долю випало вже багато випробувань, які показали, що вони мають сміливість і мужність.                    |
| Дворфи      | Dwarf     |                     |                     | World of Warcraft                      | Мудрі й відважні дворфи — дуже древній народ. Вони ведуть свій рід від стародавніх істот з каменю, які існували ще на початку зародження життя на Азероті.   |
| Нічні ельфи | Night Elf | Калдорай            | Kaldorei            | World of Warcraft                      | Древня раса нічних ельфів, впевнених самітників, відіграла важливу роль у долі Азероту.                                                                      |
| Гноми       | Gnome     |                     |                     | World of Warcraft                      | Розумні, моторні і ексцентричні гноми — найдивакуватіша цивілізована раса Азероту.                                                                           |
| Дренеї      | Draenei   |                     |                     | World of Warcraft: The Burning Crusade | Неприборкана відданість Світлу повела дренеїв уперед і допомогла їм та іншим членам Альянсу подолати демонів.                                                |
| Ворґени     | Worgen    |                     |                     | World of Warcraft: Cataclysm           | На народі Ґілнеаса, який до якогось часу самотньо проживав за Стіною, вісить прокляття! Більшість жителів перетворились на кровожерливих вовків-перевертнів. |

#### Союзні раси Альянсу
| Назва                 | Назва               | Альтернативна назва | Альтернативна назва | Відеогра                              | Опис |
| (укр.)                | (англ.)             | (укр.)              | (англ.)             | Відеогра                              | Опис |
| --------------------- | ------------------- | ------------------- | ------------------- | ------------------------------------- | --- |
| Ельфи Пустоти         | Void Elf            | Рен'дорай           | Ren'dorei           | World of Warcraft: Legion             | Прийшовши на допомогу групі своїх родичів, які ледь не піддалися темряві, Алерія поклялася навчити Ельфів Пустоти керувати тінями в собі і передати їх знайдені сили Альянсу. |
| Осяяні дренеї         | Lightforged Draenei |                     |                     | World of Warcraft: Legion             | Досягши нарешті перемоги на Арґусі, світлозорі дренеї розпочали нову місію: захист Азерота від зростаючих загроз і допомоги Альянсу у відбитті агресії Орди. |
| Дворфи Темного Заліза | Dark Iron Dwarf     |                     |                     | World of Warcraft: Legion             | Відомі своїм запальним характером і лютою рішучістю, дворфи Темного Заліза мають бурхливу історію взаємин із іншими кланами. Невдалий переворот в Залізогарті розпалив Війну трьох молотів, а багато хто з Темного заліза колись билися на службі у Раґнароса Повелителя Вогню. Хоча одна фракція дворфів віддана королеві-регенту, інші відмовляються стати поруч зі своїми родичами.                                                                      |
| Култірасці            | Kul Tiran           |                     |                     | World of Warcraft: Battle for Azeroth | Кул Тірас був заснований безстрашними дослідниками, які плавали незвіданими водами у пошуках пригод. Бувши ключовим членом Альянсу Лордерона, култіраський флот панував у морях Азерота завдяки своєму легендарному флоту. Завдяки допомозі відважних героїв Дім Праудмур було відновлено, і Кул Тірас знову готовий битися разом із доблесним Альянсом. |
| Механогноми           | Mechagnome          |                     |                     | World of Warcraft: Battle for Azeroth | Група ревних гномів вирушила у похід, щоб удосконалити свої тіла та розум. Оселившись на ізольованому острові Мехаґон, вони експериментували зі стародавніми технологіями, щоб скасувати Прокляття плоті та стати живими машинами. Зіткнувшись із небезпеками повної механізації, вони знайшли ідеальний баланс між плоттю та сталлю. Тепер, возз'єднавшись зі своїми двоюрідними братами-гномами, мехагноми принесли в Альянс завзятість і винахідливість. |

### Орда
| Назва         | Назва     | Альтернативна назва | Альтернативна назва | Відеогра                               | Опис |
| (укр.)        | (англ.)   | (укр.)              | (англ.)             | Відеогра                               | Опис |
| ------------- | --------- | ------------------- | ------------------- | -------------------------------------- | --- |
| Орки          | Orc       |                     |                     | World of Warcraft                      | На відміну від інших рас Орди, орки не з Азероту. Колись цей шаманський народ жив на прекрасному Дренорі.                      |
| Відречені     | Undead    |                     |                     | World of Warcraft                      | Після закінчення Третьої війни воля Короля-Ліча послабла, і частина невмерлих змогла звільнитися від його тиранічної влади.    |
| Таурени       | Tauren    | Шу'гало             | Shu'halo            | World of Warcraft                      | Миролюбливі таурени здавна жили в Калімдорі. Це вартові рівноваги у природі.                                                   |
| Тролі         | Troll     |                     |                     | World of Warcraft                      | Пихаті тролі Азерота відомі своєю жорстокістю, ненавистю до всіх інших рас і пристрастю до темного містицизму.                 |
| Криваві ельфи | Blood Elf | Сін'дорай           | Sin'dorei           | World of Warcraft: The Burning Crusade | Уцілілі після Третьої війни високородні ельфи намагаються відновити свою величну цивілізацію і перемогти залежність від магії. |
| Гобліни       | Goblin    |                     |                     | World of Warcraft: Cataclysm           | Старі відносини з Ордою були відновлені, і Орда прийняла гоблінів картеля Трюмних вод із радістю.                              |

#### Союзні раси Орди
| Назва               | Назва               | Альтернативна назва | Альтернативна назва | Відеогра                              | Опис |
| (укр.)              | (англ.)             | (укр.)              | (англ.)             | Відеогра                              | Опис |
| ------------------- | ------------------- | ------------------- | ------------------- | ------------------------------------- | --- |
| Ночеродні           | Nightborne          | Шал'дорай           | Shal'dorei          | World of Warcraft: Legion             | Ізольовані за захисним бар'єром протягом 10 000 років, ельфи Сурамару ставали все більш залежними від магії Нічного джерела. Щоб захистити це джерело сили, лідери ночеродних уклали угоду з Палаючим Легіоном, яка ввела їхнє королівство у громадянську війну. Після боротьби за свободу від своїх демонічних господарів ночеродні шукають союзників в Орді, щоб повернути собі своє місце у світі. |
| Таурени Високогір’я | Highmountain Tauren |                     |                     | World of Warcraft: Legion             | Від Гулна, хороброго героя Війни Прадавніх, таурени Високогір'я шанують духів землі, річки і неба. Хоча Легіон вторгся на їхні землі та посіяв між ними насіння недовіри, племена Високогір'я знову об'єдналися. Нарешті вони готові вийти за межі своєї священної гори і стати поруч зі своїми родичами з Калімдору, передавши своє шляхетність і силу могутній Орді. |
| Маґари              | Mag`'har Orc        |                     |                     | World of Warcraft: Legion             | Протягом незліченних поколінь клани орків Дренора билися один з одним у нескінченній війні. Але коли Ґул'дан запропонував їм кров своїх демонічних повелителів, розрізнені племена Маґарів — що по-оркски означає «чисті» — відмовилися від темної угоди і об'єдналися, щоб вигнати Палаючий Легіон. Після падіння Цитаделі Пекельного вогню маґари пообіцяли якось відплатити героям Азерота за допомогу в їхній справі. Коли війна проти Альянсу посилюється, Орда має закликати силу маґарів, щоб здобути перемогу. |
| Зандаларські тролі  | Zandalari Troll     |                     |                     | World of Warcraft: Battle for Azeroth | Зандалари — гордий народ, чиє походження сягає корінням в ранні часи історії Азерота. Їхні люті воїни борються на динозаврах, і вони мають один з найгрізніших морських флотів у відомому світі. Але напади ворогів на їхні кордони, а також заворушення у королівській раді загрожують основам королівства. Повернувши стабільність у Зандалар, герої Орди зможуть знайти нового могутнього союзника. |
| Вульпери            | Vulpera             |                     |                     | World of Warcraft: Battle for Azeroth | Розумні та кмітливі, вульпери виживали в суворій пустелі Вол'Дун протягом багатьох поколінь. Подорожуючи згуртованими караванами, вони доглядають один за одним, збираючи припаси дюнами. Незважаючи на свій маленький зріст, вони люті та хитрі в бою, знищуючи будь-якого ворога, який настільки дурний, що недооцінює їх. Тепер вони повноправні члени Орди, їхні візки залишили піски у пошуках пригод. |

### Поза фракцією
| Назва     | Назва    | Відеогра                             | Опис |
| (укр.)    | (англ.)  | Відеогра                             | Опис |
| --------- | -------- | ------------------------------------ | --- |
| Пандарени | Pandaren | World of Warcraft: Mists of Pandaria | Овіяні міфами та легендами, загадкові пандрени довгий час залишалися таємницею для інших рас Азерота. Пандарени, наступні Шляхи Тушуй/Ходжін, вірять, що у світі існує моральна визначеність: один вірний шлях добра і зла. |
| Драктіри  | Dracthyr | World of Warcraft: Dragonflight      | Драктіри-евокери вільно перемикаються між двома формами, вибираючи між гуманоїдним виглядом і грізною драконячою формою, щоб боротися з ворогами і долати перешкоди.                                                        |